# Barycz
Die Barycz (deutsch Bartsch, lateinisch Barussus) ist ein rechter Nebenfluss der Oder in Polen.

## Verlauf
Die Barycz entspringt nahe der Stadt Ostrów Wielkopolski im südlichen Großpolen. Sie ist etwa 133 Kilometer (früher mit 165 km angegeben) lang und durchfließt zahlreiche Teichgebiete in nordwestlicher Richtung. Entlang der Barycz befinden sich die Städte Odolanów, Milicz, Sułów, Żmigród und Wąsosz. Bei dem Dorf Wyszanów in der Nähe von Szlichtyngowa mündet die Bartsch in die Oder.

## Geschichte
Wielko Polska epoki Piastowskiej
Nach T. Szulc im Codex diplomaticus Maioris Poloniae aus dem Jahr 1881 bildete der Barycz ursprünglich entlang seines ganzen Verlaufs die Grenze zwischen dem Bistum Posen bzw. Großpolen im Norden und dem Bistum Breslau bzw. Schlesien im Süden. Zur Änderung kam es zum Beispiel im Gebiet um Ostrzeszów und Kępno südlich des Flusses Barycz und westlich der Prosna, das am wahrscheinlichsten um das Jahr 1146 zum Teil Großpolens wurde. Nördlich des Flusses war das Gebiet von Wschowa in die Oder ebenfalls umstritten. Bis 1343 wechselte der Besitz der Stadt häufig, dann wurde das Fraustädter Land vom polnischen König Kasimir III. erobert und Fraustadt als unmittelbar dem König unterstellte Immediatstadt privilegiert. Das vom Bistum Posen umstrittene Gebiet westlich und östlich (mit der Stadt Wąsosz/Herrnstadt) von Fraustadt blieb dauerhaft bei Schlesien.
Die Bartsch-Niederung bei Trachenberg galt bis 1945 mit ihrer Teichwirtschaft als eines der größten Karpfenzuchtgebiete in Deutschland.